# Татищев, Александр Александрович
Алекса́ндр Алекса́ндрович Тати́щев (6 (18) сентября 1823 — 1895) — пензенский губернатор (1872—1886), сенатор, член Государственного совета. Представитель древнего дворянского рода Татищевых.
Сын пензенского помещика гвардии поручика Александра Александровича Татищева (1801—25.09.1863) от его брака (с 23 апреля 1821 года) с Анной Дмитриевной Полевой (ок. 1803—1883). Известный французский комедийный актёр и режиссёр Жак Тати был внуком его родного брата Дмитрия.

## Биография
Окончил школу гвардейских подпрапорщиков с производством в корнеты лейб-гвардии Гусарского полка (1842 год). В чине штабс-ротмистра участвовал в военных операциях в Венгрии (1848 год). Полковник (15.04.1856).
Выйдя в отставку в марте 1857 года, находился на выборных дворянских должностях и проживал в своей усадьбе Устьвольном. После избрания уездным предводителем дворянства Крестецкого уезда (1863—1873) произведён в действительные статские советники. Занимал должность пензенского губернатора (с 1872 года). Получил чин тайного советника (1882 год). В годы губернаторства А. А. Татищев в Пензе (до 31.12.1886) учреждена ремесленная школа, открыты учительская семинария, несколько начальных мужских и женских училищ, классы и отделение Русского музыкального общества, реальное училище, ремесленная школа имени Ф. Е. Швецова.
Столь пристальное внимание к проблемам культурной жизни российской глубинки исходило прежде всего из его высокой художественной подготовки. Он частным образом получал уроки живописи в школе Н. Е. Сверчкова в Царском Селе, увлекался анимализмом: рисовал животных и сцены из зимней охоты. Дружил с художниками Н. Д. Дмитриевым-Оренбургским и К. А. Савицким, которые приезжали в его пензенское имение Протасово, длительное время общался с И. Е. Репиным.
По инициативе А. А. Татищева «Пензенские губернские ведомости» впервые в России иллюстрировались рисунками Н. Д. Дмитриева-Оренбургского. Избран почетным гражданином Пензы (1874), Саранска, Нижнего Ломова и других городов.
Опорой в создании и укреплении культурной базы губернии была его жена Лидия Арсеньевна Жеребцова (1822—1891), сестра виленского губернатора Н. А. Жеребцова, стоявшая у истоков музыкального образования пензенцев и возглавлявшая (1881—1884 годы]] пензенское отделение Русского музыкального общества. По словам современника, она была женщиной светской, самостоятельной и по уму и по состоянию. С мужем она сходилась в честолюбивых помыслах. Богатством и связями в высших сферах общества она едва ли не превосходила его. Умная Лидия Арсеньевна умела окружать своего мужа («штатского генерала, огромного, толстого, с лошадиной физиономией, что ещё более увеличивало его важность») полезнейшими и даровитыми лицами и в делах управления губернии была чуть ли не выше его.
Покинув пост губернатора, Татищев переехал в Петербург. Назначен сенатором (1886 год), состоял членом Государственного совета (с 1892). Скончался в ноябре 1895 года.